# Kutenai

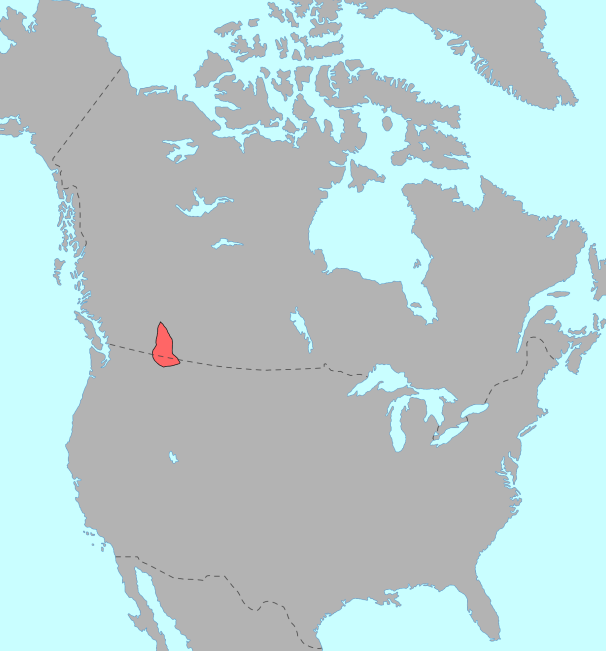
Llengua kutenai

El kutenai (també kootenai o ktunaxa) és una llengua aïllada parlada pels kutenais, dels quals rep el seu nom, i que són habitants natius d'una àrea que es correspon amb les actuals Montana i Idaho, als Estats Units i a la Columbia Britànica, en Canadà.

## Classificació
El kutenai és tipològicament una llengua aïllada dins l'àrea lingüística del Nord-oest. Igual que altres llengües del nord-oest, el kutenai té un ric inventari de consonants, i un petit inventari de vocals. No obstant això, sí que hi ha altres al·lófons de les tres vocals fonèmiques bàsiques. La manca d'una distinció fonològica entre consonants sonores i sordes és molt similar a altres llengües del nord-oest de l'interior. Per la seva ubicació geogràfica, així com la presència de la fricativa lateral alveolar sorda, hi ha hagut correspondències sonores utilitzant el mètode comparatiu que suggereixen una relació entre el proto-kutenai i el proto-salish. Una correspondència de so essencial és la fricativa lateral. Les correspondències de so amb el salish indiquen que el proto-kutenai-salish, l'ancestre comú de kutenai i proto-Salish, tenia una lateral ressonant /l/, una fricativa lateral sorda /ɬ/, una africada lateral sorda /ƛ/ o /tɬ/, i una africada lateral ejectiva. L'africada sorda lateral i la seva homòloga ejectiva han esdevingut /ts/. A causa de la ubicació del kutenai a la perifèria de la zona lingüística nord-oest, la pèrdua d'un ric inventari lateral és consistent amb altres idiomes del nord-oest interior que avui tenen només una o dues consonants laterals. Un d'aquests grups de llengües són les llengües shahaptianes, que han tingut una pèrdua similar de laterals. La llengua nez percé té /ts/ que va ser l'africada lateral a la proto-llengua. El nez percé, com el kutenai, també es troba a la perifèria oriental de la zona lingüística Nord-oest. Una altra anàlisi tipològica investiga la categoria lèxica dels preverbs al kutenai. Aquesta categoria lèxica és distintiva de les veïnes llengües algonquines que es troben just a l'altre costat de les muntanyes Kootenay, veïns de la zona lingüística kutenai. Una altra relació tipològica kutenai podria ser la presència de la seu sistema d'obviació.

## Situació actual
Segons Ethnologue, el cens dels Estats Units de 2002 comptava 6 parlants de kutenai als Estats Units i el cens del Canadà de 2011 uns 100 parlants (102 i 220 en el de 1990), i és una llengua molt seriosament amenaçada. Tot i que el cens de 2010 donava una xifra de més de 300 parlants als Estats Units sembla que no hi ha més d'una dotzena de parlants fluents de la llengua, sent la resta semiparlants o persones amb un coneixement deficient de la llengua. Des de 2012 al Canadà s'ha iniciat un esforç de revitalització lingüística, usant tecnologies modernes i el lloc web FirstVoices.

## Història de la descripció
La primera gramàtica del kutenai, escrita pel missioner catòlic Philippo Canestrelli, fou publicada en 1894 en llatí. Paul L. Garvin va fer diversos treballs de text que descriu la fonologia, morfologia i divisió de síl·labes en ktunaxa. També té dues fonts de transcripcions de parlants conversant.
En 1991 Lawrence Richard Morgan va escriure una descripció de la llengua kutenai com a tesi de doctorat a la Universitat de Califòrnia a Berkeley. Aquesta descripció se centra en com funciona el llenguatge i específicament quines són les parts de treball de la llengua. L'obra de Morgan és una llista exhaustiva de cada partícula gramatical, morfema i afix amb els seus respectius entorns i les seves diverses formes.

## Sons

### Consonants
El kutenai no té distinció entre fonemes consonàntics sonors i sords.
|                     | Labial  | Dental  | Lateral | Palatal | Velar   | Uvular  | Laringal | Labiovelar |
| ------------------- | ------- | ------- | ------- | ------- | ------- | ------- | -------- | ---------- |
| Oclusives           | p [p]   | t [t̪]   |         |         | k [k]   | q [q]   | ʔ [ʔ]    |            |
| Africada            |         | ȼ [ts]  |         |         |         |         |          |            |
| Ejectives           | pʼ [pʼ] | tʼ [tʼ] |         |         | kʼ [kʼ] | qʼ [qʼ] |          |            |
| Africada ejectiva   |         | ȼʼ [ʦʼ] |         |         |         |         |          |            |
| Fricatives          |         | s [s]   | ǂ [ɬ]   |         |         | x [χ]   | h [h]    |            |
| Nasals              | m [m]   | n [n]   |         |         |         |         |          |            |
| Nasals sil·Làbiques | mʼ [m̩]  | nʼ [n̩]  |         |         |         |         |          |            |
| Aproximants         |         |         |         | y [j]   |         |         |          | w [w]      |

### Vocals
Les vocals en Ktunaxa són també contrastives quant a longitud. Un exemple d'un parell mínim són les paraules per a 'realment, gairebé, quasi' [tuχa] i 'realment, real, segur' [tuːχa].
|       | Frontal | Posterior |
| ----- | ------- | --------- |
| Alta  | i [i]   | u [u]     |
| Baixa | a [a]   |           |